# Trebičina
Trebičina (Trebična) je naseljeno mjesto u općini Foča, Republika Srpska, BiH. Godine 1952. spajanjem Kute Donje, Kute Gornje, Risjaka i Trebične (Trebičine) (Sl.list NRBiH, br.11/52) stvoreno je novo naselje Kuta.